# 前田政四郎
前田 政四郎（まえだ せいしろう、1855年7月2日（安政2年5月19日） - 1922年（大正11年）4月4日）は、明治時代に活躍した医師、陸軍軍人。最終階級は陸軍軍医監（少将相当）。族籍は和歌山県士族。旧姓・大橋。

## 人物
和歌山藩士・大橋和樂の四男。吉三右衛門の養子となり家督を相続した。慶應義塾医学所（慶應義塾大学医学部の前身）の一期生。後に陸軍軍医監（少将相当）となる。
志を持って上京し、福澤諭吉と出会い友人となる。福澤諭吉に乗馬を教えるかわりに、英語の指導を受ける関係であった。 後に福澤諭吉が前田政四郎のために慶應義塾医学所を設けたエピソードは有名。
義和団の乱（北清事変、1900年）に第5師団軍医部長として出征していた政四郎は、陸軍省医務局に対して「日本米の支給で脚気患者を出し、中国米の支給で脚気を著しく抑えた。脚気に効果があるとされる麦飯の支給を希望する。」（前田報告）と麦飯の支給を要請した。その後、日露戦争で日本軍に多くの死者を出すことになる脚気に対し、前田政四郎は義和団の乱の時点で有効な対策を提唱していた。

## 略歴
- 1881年（明治14年）5月19日付[要出典]で函館砲兵隊の医官として函館に赴任。同地では余暇に診療所を開き、当時はまだ珍しかった種痘を行っている。
- 1900年、義和団の乱（北清事変）の勃発により、第5師団軍医部長として出征。
- 日露戦争に第11師団軍医部長（一等軍医正）として出征。
- 1906年（明治39年）12月3日、陸軍軍医監（少将相当）に昇進。
- 1907年（明治40年）1月23日、第4師団軍医部長
- 1908年（明治41年）5月15日、後進に路を譲るため病気と称し辞表を提出する。[要出典]
- 1910年（明治43年）6月29日、予備役編入。
- 1922年（大正11年）4月4日没。68歳。墓地は東京・染井霊園。

## 栄典・授章・授賞
位階
- 1885年（明治18年）7月25日 - 正七位[2]
- 1891年（明治24年）12月28日 - 従六位[3]
- 1896年（明治29年）6月30日 - 正六位[4]
- 1901年（明治34年）3月11日 - 従五位[5]
- 1906年（明治39年）4月10日 - 正五位[6]
- 1910年（明治43年）8月10日 - 従四位[7]

勲章等
- 1892年（明治25年）5月28日 - 勲六等瑞宝章[8]
- 1895年（明治28年）10月31日 - 功四級金鵄勲章・単光旭日章[9]
- 1896年（明治29年）11月25日 - 勲五等瑞宝章[10]
- 1901年（明治34年）10月1日 - 勲三等旭日中綬章[11]
- 1902年（明治35年）5月10日 - 明治三十三年従軍記章[12]

## 家族親族
- 長男 前田正文（せいぶん） - 京都大学医学博士
  - 孫 前田正晶（まさあき） - 翻訳家、コラムニスト
  - 孫 前田正之（まさゆき） - 三島製紙（現：日本製紙パピリア）元監査役
    - 曾孫 前田和俊（かずとし） - 日本製紙
    - 曾孫 前田文（あや） - 言語学博士
- 長女・小百合 ‐ 塩田泰介の妻[13]
- 五女・田鶴子 ‐ 塩田泰介の養子となり、渡辺渡の二男・礼を婿とし三児を儲けたが、のち離縁[13]

## 著書
- 『北清事情大全 上・下』川流堂、1903年。（近代デジタルライブラリー）